# Micrandra rossiana
Micrandra rossiana là một loài thực vật có hoa trong họ Đại kích. Loài này được R.E.Schult. mô tả khoa học đầu tiên năm 1952.